# Hungarian Ladies Open 2019
Hungarian Ladies Open 2019 — жіночий тенісний турнір, що проходив на закритих кортах з твердим покриттям. Це був 23-й за ліком Hungarian Ladies Open. Належав до категорії International у рамках Туру WTA 2019.

## Очки і призові

### Нарахування очок
| Дисципліна       | П   | Ф   | ПФ  | ЧФ | 1/8 | 1/16 | Q   | Q2  | Q1  |
| Одиночний розряд | 280 | 180 | 110 | 60 | 30  | 1    | 18  | 12  | 1   |
| Парний розряд    | 280 | 180 | 110 | 60 | 1   | Н/Д  | Н/Д | Н/Д | Н/Д |

### Розподіл призових грошей
| Дисципліна              | П       | F       | ПФ      | ЧФ     | 1/8    | 1/16   | Q2     | Q1   |
| Жінки, одиночний розряд | $43,000 | $21,400 | $11,500 | $6,175 | $3,400 | $2,100 | $1,020 | $600 |
| Жінки, парний розряд    | $12,300 | $6,400  | $3,435  | $1,820 | $960   | Н/Д    | Н/Д    | Н/Д  |

## Учасниці основної сітки в одиночному розряді

### Сіяні
| Країна    | Гравчиня              | Рейтинг1 | Сіяна |
| --------- | --------------------- | -------- | ----- |
| Бельгія   | Алісон ван Ейтванк    | 50       | 1     |
| Бельгія   | Кірстен Фліпкенс      | 53       | 2     |
| Франція   | Полін Пармантьє       | 55       | 3     |
| Сербія    | Александра Крунич     | 57       | 4     |
| Росія     | Катерина Александрова | 65       | 5     |
| Німеччина | Андреа Петкович       | 68       | 6     |
| Швеція    | Юганна Ларссон        | 71       | 7     |
| Чехія     | Маркета Вондроушова   | 72       | 8     |

- 1 Рейтинг подано станом на 11 лютого 2019

### Інші учасниці
Нижче наведено учасниць, що отримали вайлдкард на участь в основній сітці:
- Анна Бондар
- Ана Конюх
- Фанні Штоллар

Нижче наведено гравчинь, які пробились в основну сітку через стадію кваліфікації:
- Грета Арн
- Їсалін Бонавентюре
- Георгіна Гарсія Перес
- Тереза Сміткова
- Іга Швйонтек
- Наталія Віхлянцева

Як щасливий лузер в основну сітку потрапили такі гравчині:
- Вікторія Томова

### Знялись з турніру
До початку турніру
- Кірстен Фліпкенс → її замінила  Вікторія Томова
- Маргарита Гаспарян → її замінила  Катерина Козлова
- Татьяна Марія → її замінила  Анна Блінкова
- Магдалена Рибарикова → її замінила  Ольга Данилович
- Анна Кароліна Шмідлова → її замінила  Фіона Ферро

## Учасниці основної сітки в парному розряді

### Сіяні
| Країна    | Гравчиня           | Країна          | Гравчиня          | Рейтинг1 | Сіяна |
| --------- | ------------------ | --------------- | ----------------- | -------- | ----- |
| Бельгія   | Кірстен Фліпкенс   | Швеція          | Юганна Ларссон    | 70       | 1     |
| Румунія   | Ірина-Камелія Бегу | Казахстан       | Галина Воскобоєва | 100      | 2     |
| Угорщина  | Фанні Штоллар      | Велика Британія | Гезер Вотсон      | 123      | 3     |
| Австралія | Джессіка Мур       | Росія           | Олександра Панова | 137      | 4     |

- 1 Рейтинг подано станом на 11 лютого 2019

### Інші учасниці
Нижче наведено пари, які отримали вайлдкард на участь в основній сітці:
- Анна Бондар  /  Дальма Гальфі
- Reka-Luca Jani /  Корнелія Лістер

### Знялись з турніру
- Кірстен Фліпкенс (вірусне захворювання)

## Переможниці

### Одиночний розряд
- Алісон ван Ейтванк —  Маркета Вондроушова 1–6, 7–5, 6–2

### Парний розряд
- Катерина Александрова /  Віра Звонарьова —  Фанні Штоллар /  Гезер Вотсон, 6–4, 4–6, [10–7]